# Downwash

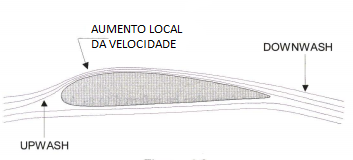
Demonstração bidimensional do escoamento subsônico de ar sobre um aerofólio

Em aerodinâmica, downwash é a mudança na direção de ar, desviado pela ação aerodinâmica de um aerofólio, asa ou pá do rotor de um helicóptero em movimento, como parte do processo de produção de sustentação.
Conforme o ar passa por um aerofólio, ele é desviado para a região de baixa pressão, na superfície superior (extradorso), em um movimento chamado upwash. Após passar pelo aerofólio, o fluxo de ar retorna a sua posição e estado original. Esse movimento final é chamado downwash.
A sustentação em um aerofólio é um exemplo de aplicação da terceira lei de Newton - Ação e reação - a força necessária para criar o "downwash" é igual em magnitude e oposta em direção à força de sustentação no aerofólio. A sustentação em um aerofólio também pode ser um exemplo do teorema de Kutta-Joukowski - a condição de Kutta explica a existência do "downwash" no bordo de fuga da asa.

## Downwash induzido

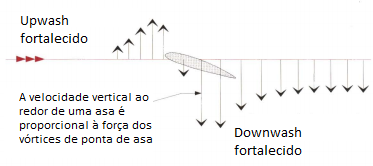
Demonstração bidimensional da velocidade vertical do ar sobre um aerofólio

Os vórtices de ponta de asa criam uma componente vertical de velocidade no fluxo de ar ao redor da asa, tanto na sua frente quanto na sua traseira. Essas velocidades verticais fortalecem o upwash e o downwash, o que reduz o ângulo de ataque efetivo. Quanto mais forte os vórtices, com elevado ângulo de ataque e em baixas velocidades, maior a redução no ângulo de ataque efetivo. Devido essa redução local no ângulo de ataque efetivo, a sustentação gerada pela asa será menor do que aquela que seria gerada se não existisse diferenças de pressão ao longo do comprimento da asa. Paradoxalmente, é a própria produção de sustentação que reduz a capacidade de se produzir sustentação. Para substituir a sustentação perdida com o aumento do downwash, a aeronave precisa voar com um ângulo de ataque mais elevado. 
Se não houvesse vórtices de ponta de asa, o vetor sustentação seria perpendicular ao vento relativo, mas com a alteração na direção do vento relativo criada pelos vórtices, o vetor sustentação é inclinado para trás, gerando o arrasto conhecido como arrasto induzido. Quanto mais forte os vórtices, maior o arrasto induzido.